# 雙峰隧道
雙峰隧道（英語：Twin Peaks Tunnel）是美國加州舊金山一條長度2.27-英里（3.65-）之輕軌隧道。此隧道穿過雙峰底下，由舊金山輕軌K線、L線、M線、T線等路線使用；在AT&T球場舉辦賽事時，S線也使用該隧道。

## 歷史

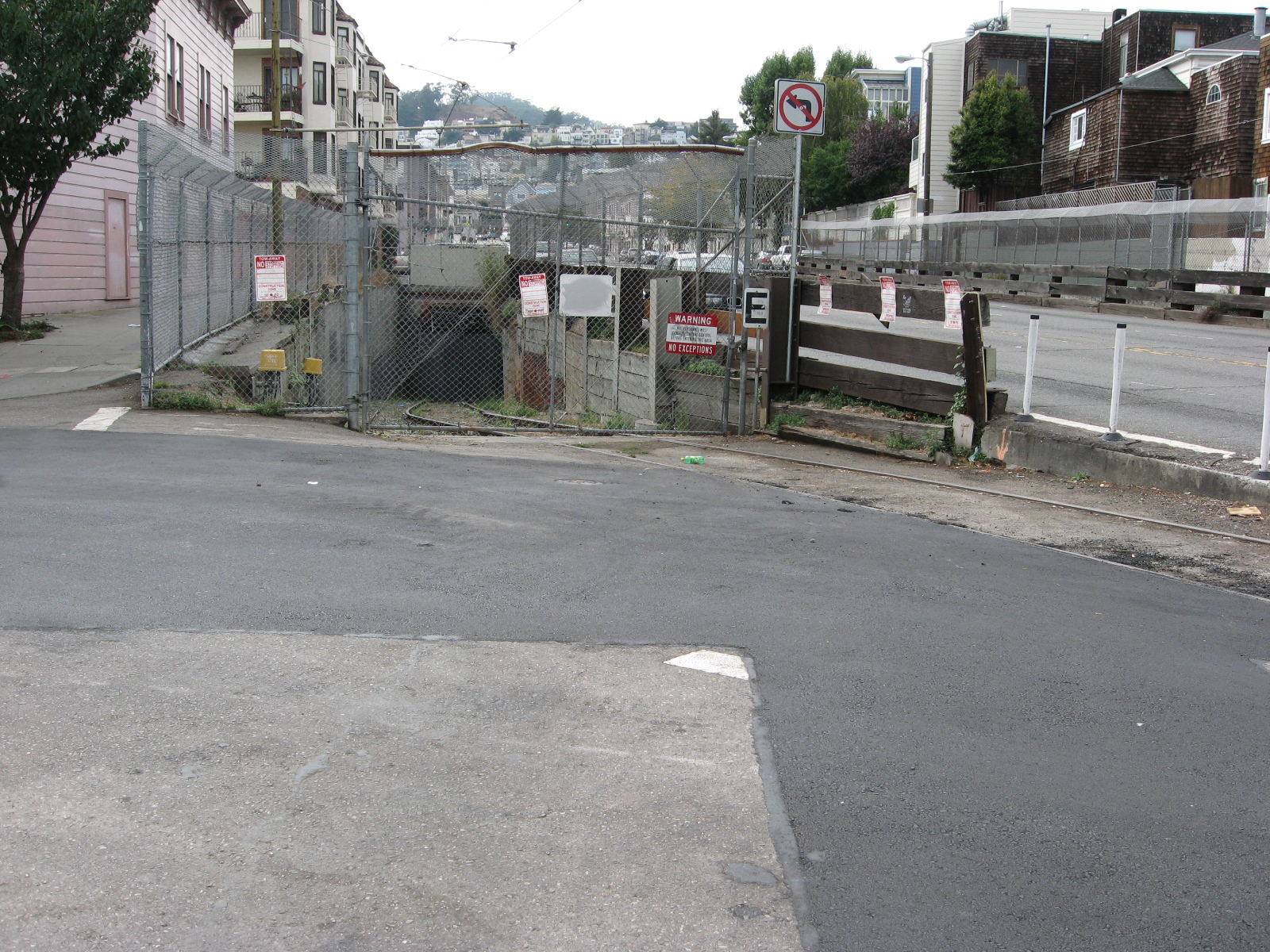
目前雙峰隧道的東端隧道口，鄰近已廢棄的尤利卡站；此隧道口目前也廢棄不用。

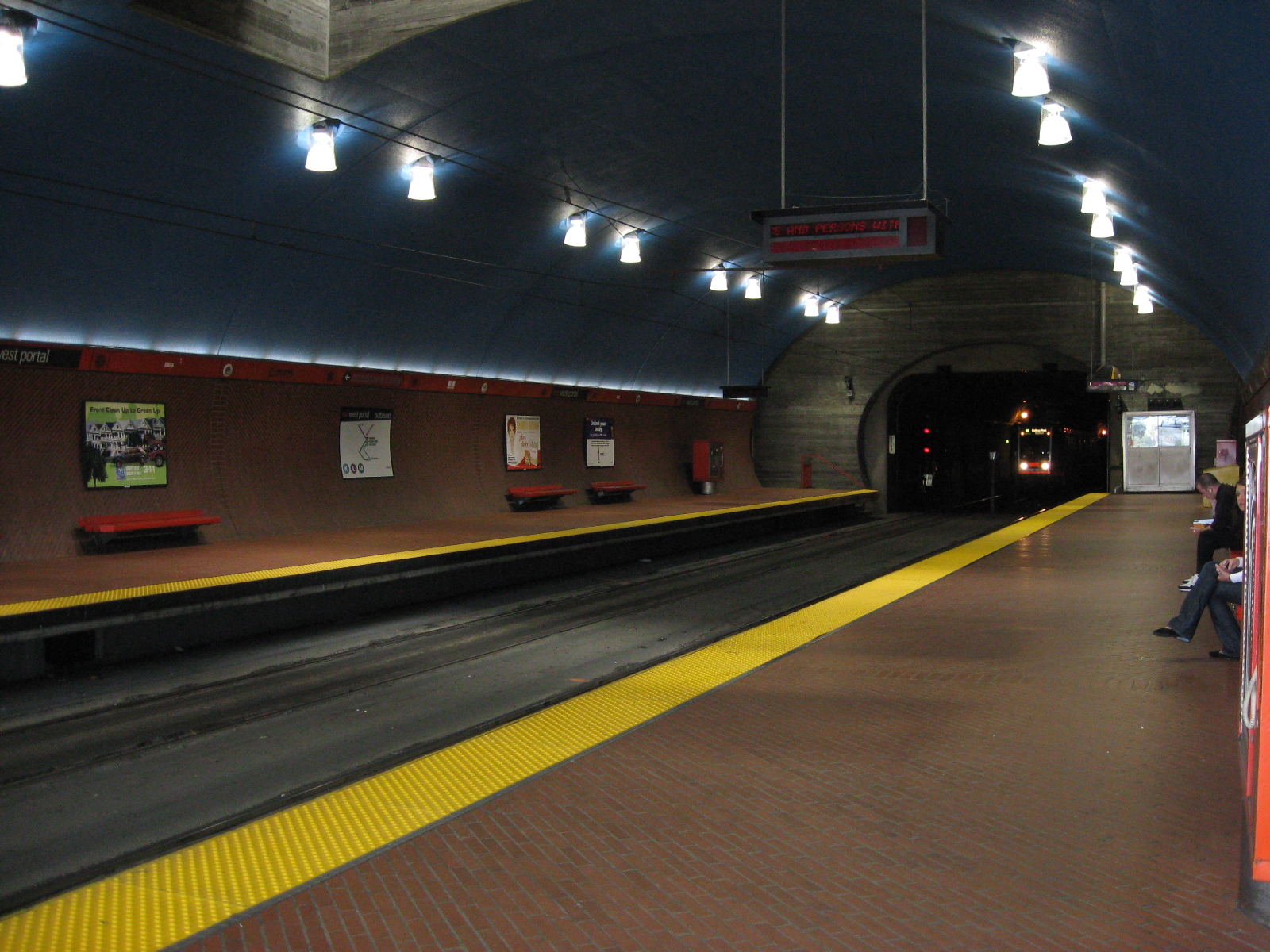
西隧道口站，為雙峰隧道的西端。

此隧道開通於1918年2月3日。東端隧道口位在卡斯楚近鄰社區中市場街與卡斯楚街的交叉口，西端隧道口在西隧道口近鄰社區中的西隧道口大街（West Portal Avenue）與烏洛亞街（Ulloa Street）交叉口。
經過隧道的交通系統從路面電車改進為輕軌系統。雙峰隧道為世界上最長輕軌行駛隧道之一，隧道內部設有兩站：西端的森丘站以及東端的尤利卡站，而尤利卡站目前已廢棄不用，保留緊急用逃生梯可通往地面。
在舊金山輕軌與市場街地鐵建置以後，此隧道與市場街地鐵連通，為輕軌K線、L線、M線、S線、T線所使用；尤利卡站停用，而改用鄰近的卡斯楚街站。原本雙峰隧道的東端隧道口位在卡斯楚街與市場街路口，設在市場街路面中間；在市場街地鐵建置後被填補移除，新的隧道口則位在市場街路面兩側（見圖），但常規上並無輕軌列車使用。西隧道口站原本只是西端隧道口外側的一個路面停點，被改建為設有墊高月台而位在隧道口內側之輕軌車站。

## 外部連結
- Silent film by SF real estate company of construction of tunnel (1914-17)